# Georges Poujouly
Georges Poujouly est un comédien français né le 20 janvier 1940 à Garches et mort le 28 octobre 2000 à Villejuif.
Il commence sa carrière à 11 ans (avec Brigitte Fossey qui avait 6 ans) dans le film de René Clément : Jeux interdits.

## Biographie

### Jeunesse et carrière
Georges Poujouly est né le 20 janvier 1940, dans un milieu modeste, sa mère est ouvrière d'usine. 
Repéré par René Clément alors qu'il se trouvait en colonies de vacances à Crouy-sur-Ourcq, il se voit confier le rôle principal masculin de Jeux interdits, au côté de Brigitte Fossey. Succès international, le film rend presque instantanément célèbres les deux enfants. Cependant, contrairement à Brigitte Fossey, Georges Poujouly ne parviendra jamais à confirmer ce succès[réf. nécessaire].

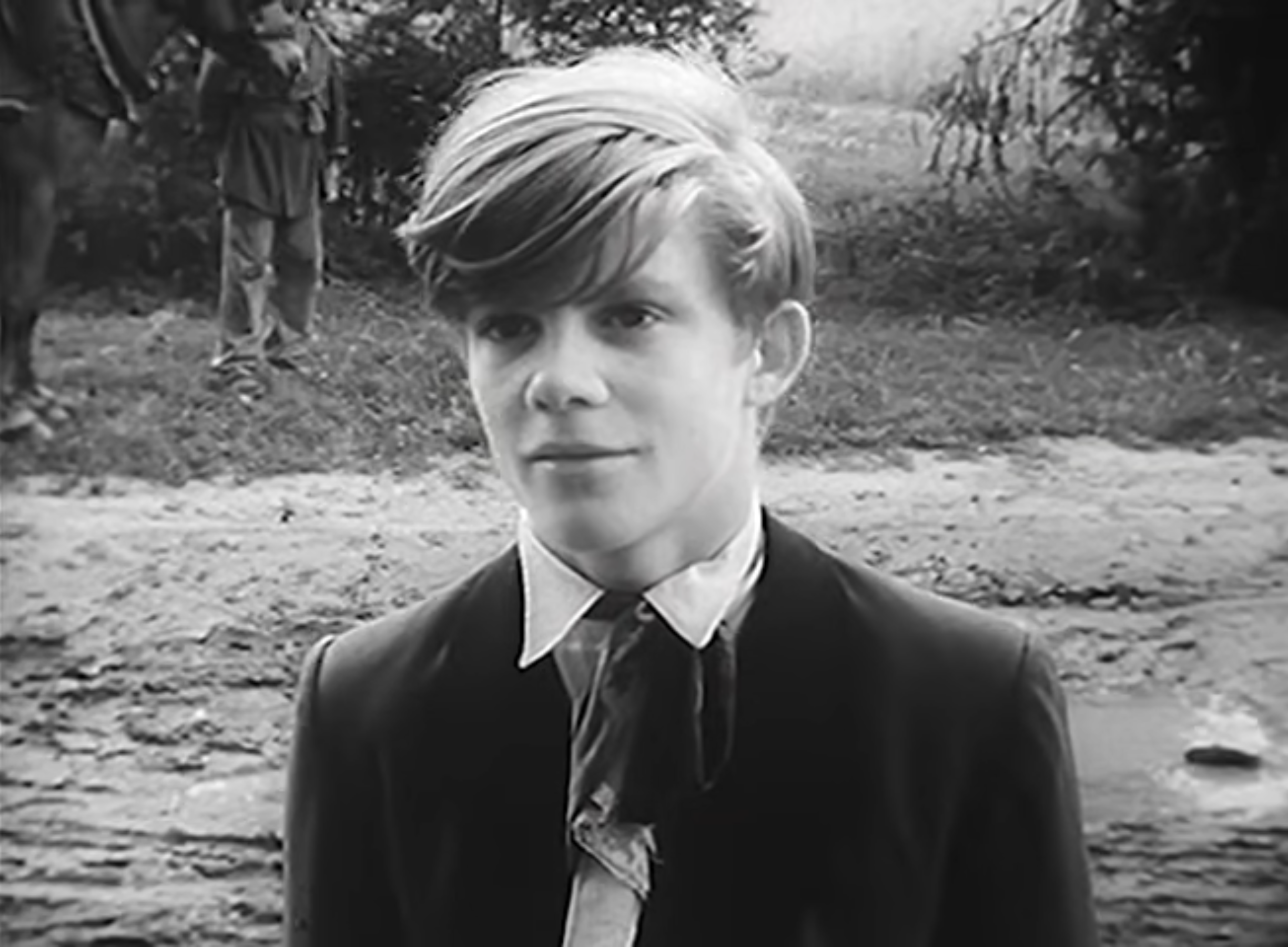
Georges Poujouly dans une scène du film italien Il piccolo vetraio (1955)

En 1954, il interprète le rôle du Petit Prince pour l'adaptation phonographique du livre d'Antoine de Saint-Exupéry, aux côtés de Gérard Philipe et de Pierre Larquey.
L'année suivante il tient un petit rôle (quelques répliques) dans Les Diaboliques (1955) d'Henri-Georges Clouzot.
En 1957, il tient un rôle secondaire important dans Ascenseur pour l'échafaud, mais sa présence dans ce classique de Louis Malle ne suffit pas à lui accorder une place de choix au cinéma. Il se tourne alors vers le doublage et prêtera sa voix à de nombreux rôles, comme dans Les Rues de San Francisco où il double Michael Douglas ou encore La Petite Maison dans la prairie. Il fut aussi la première voix de Tintin dans la série animée créée entre 1957 et 1964.

### Vie privée
Marié, Georges Poujouly est père de deux enfants : Frédéric (1965) et Daphné (1967).

### Mort
Le comédien meurt des suites d'un cancer le 28 octobre 2000, à l'âge de 60 ans. Il est inhumé au cimetière nouveau de Noisy-le-Grand, en Seine-Saint-Denis.

## Filmographie

### Cinéma
- 1952 : Jeux interdits de René Clément : Michel Dollé
- 1952 : La Jeune Folle d'Yves Allégret
- 1952 : Nous sommes tous des assassins d'André Cayatte : Michel Le Guen
- 1952 : Son dernier Noël de Jacques Daniel-Norman : Raphaël Fabrèze
- 1953 : Quitte ou double de Robert Vernay
- 1953 : Le Gang des pianos à bretelles de Gilles de Turenne
- 1953 : Le Trésor du Bengale (it) (Il tesoro del Bengala) de Gianni Vernuccio : Tomby
- 1954 : Dix-huit heures d'escale de René Jolivet
- 1955 : Les Vitriers (Il piccolo vetraio) de Giorgio Capitani : Piero
- 1955 : Les Diaboliques d'Henri-Georges Clouzot : l'élève Soudieu
- 1955 : L'Enfant de la rue (Cortile) d'Antonio Petrucci : Nando
- 1956 : Les Assassins du dimanche d'Alex Joffé
- 1956 : Et Dieu… créa la femme de Roger Vadim : Christian Tardieu
- 1956 : Si tous les gars du monde de Christian-Jaque : Benj
- 1957 : Les Œufs de l'autruche de Denys de La Patellière : Roger Barjus
- 1957 : Ascenseur pour l'échafaud de Louis Malle : Louis
- 1958 : Philippe d'Édouard Molinaro (court métrage) : Philippe
- 1959 : Guinguette de Jean Delannoy
- 1959 : Pêcheur d'Islande de Pierre Schoendoerffer : Sylvestre Moan
- 1960 : Une fille pour l'été d'Édouard Molinaro : Michel
- 1960 : Vacances en enfer de Jean Kerchbron
- 1962 : Une grosse tête de Claude de Givray
- 1963 : Le Vice et la Vertu de Roger Vadim : Lieutenant Hoech
- 1966 : Paris brûle-t-il ? de René Clément : Landrieux
- 1970 : Biribi de Daniel Moosmann
- 1970 : Paix sur les champs de Jacques Boigelot : Louis
- 1970 : Le Lion amoureux (court-métrage)
- 1972 : Hellé de Roger Vadim
- 1979 : L'Esprit de famille de Jean-Pierre Blanc : Victor Bichois
- 1981 : Le Guépiot de Joska Pilissy : le docteur

### Télévision
- 1959 : L'Ancre de Miséricorde, adaptation de Pierre Mac Orlan : Petit Morgat
- 1963 : L'inspecteur Leclerc enquête d'André Michel, épisode : La vie sauve : Fred Sorval
- 1964 : Les Beaux Yeux d'Agatha de Bernard Hecht : Frédéric
- 1964 : au Théâtre de la jeunesse : Les Indes noires : Harry Ford
- 1965 : Rien ne sert d'aimer de Gérard Bauer : le jeune homme.
- 1965 : Un inspecteur vous demande de J. B. Priestley, adaptation de Michel Arnaud : Éric Birling
- 1965 : Frédéric le Gardian, feuilleton de Jacques R. Villa : Fanet
- 1966 : Le train bleu s'arrête 13 fois, épisode Nice, cabine 2 de Maurice de Canonge
- 1965 : Frédéric le gardian, série télévisée de Jacques R. Villa : Fanet
- 1967 : Par quatre chemins (téléfilm)
- 1967 : Le jeu des vacances, d'après Mihail Sebastian, réalisation de Gilbert Pineau : Jeff
- 1968 : Les Dossiers de l'agence O, épisode L'arrestation du musicien de Marc Simenon
- 1974 : La Passagère, d'Abder Isker
- 1975 : Contre Enquête : L'affaire Steinhell de Régis Forissier : Remy Collard
- 1975 : Esprits de famille de Marc Pavaux : Victor Bichois
- 1977 : Un juge, un flic, épisode Le Mégalomane de Denys de la Patellière : Rancovic
- 1977 : Recherche dans l'intérêt des familles, épisode L'énigme du pont de Grenelle de Philippe Arnal

## Doublage

### Cinéma

#### Films
- Muse Watson dans :
  - Souviens-toi... l'été dernier : Benjamin Willis
  - Souviens-toi... l'été dernier 2 : Benjamin Willis

Mais aussi :
- 1955 : La Guerre privée du major Benson : le cadet Sylvester Dusik (Sal Mineo)
- 1961 : West Side Story : Baby John (Eliot Feld)
- 1963 : Patrouilleur 109 : Maurice Kowal (Buzz Martin)
- 1965 : Du suif dans l'Orient-Express : Joscha (Daniël Sola)
- 1966 : Batman : Dick Grayson / Robin (Burt Ward)
- 1967 : La Nuit des généraux : Caporal Hartmann (Tom Courtenay)
- 1970 : MASH : le sergent Vollmer (David Arkin)
- 1970 : La Vallée des plaisirs : Lance Rocke (Michael Blodgett) et un homosexuel à la soirée (Tim Laurie)
- 1972 : La Fureur du dragon : Tony (Fu Ching Chen) (1er doublage)
- 1973 : Police Puissance 7 : Ansel (Ken Kercheval)
- 1973 : La Chasse aux diplômes : Kevin Brooks (James Naughton)
- 1974 : Tremblement de terre : Walter Russell (Kip Niven)
- 1977 : La Guerre des étoiles : Wedge Antilles (Denis Lawson)
- 1977 : Rage : le présentateur du journal TV (Robert V. Girolami) / un employé de l'entreprise de poids lourds[Qui ?]
- 1978 : Le Seigneur des anneaux : Meriadoc Brandebouc
- 1978 : Ces garçons qui venaient du Brésil : David Bennett (John Rubinstein)
- 1978 : Mon nom est Bulldozer : Tony (Marco Stefanelli)
- 1979 : Les Guerriers de la nuit : Fox (Thomas G. Waites)
- 1979 : Quadrophenia : l'« As » (Sting)
- 1980 : Brubaker : Larry Lee Bullen (David Keith)
- 1980 : Gloria : Jack Dawn (Buck Henry)
- 1980 : Inferno : Carlo (Gabriele Lavia)
- 1980 : Héros ou Salopards : le lieutenant George Witton (Lewis Fitz-Gerald)
- 1981 : Les Chariots de feu : Tom Watson (Stephen Mallatratt)
- 1981 : L'Homme de Prague : l'enquêteur tchèque (Vladimir Bondarenko), un guichetier de la CIA[Qui ?] et un serveur du bar tchèque[Qui ?]
- 1982 : Rambo : Shingleton (David L. Crowley)
- 1982 : Porky's : Ted Jarvis (Art Hindle (en))
- 1983 : La Nuit des juges : le juge Steven R. Hardin (Michael Douglas)
- 1983 : Star Wars, épisode VI : Le Retour du Jedi : le lieutenant Renz, officier du bunker (Barrie Holland)
- 1983 : À bout de souffle, made in USA : Tomachoff (Waldemar Kalinowski)
- 1984 : A Soldier's Story : le capitaine Wilcox (Scott Paulin)
- 1990 : Bons Baisers d'Hollywood : George Lazan (Anthony Heald)
- 1998 : La Méthode zéro : Gregory Stark (Ryan O'Neal)

#### Films d'animation
- 1978 : La Folle Escapade : Pissenlit (premier doublage).

### Télévision

#### Séries télévisées
- 1967-1968 : Au cœur du temps :  Dr Tony Newman (James Darren)
- 1972-1976 : Les Rues de San Francisco :  l'inspecteur Steve Keller (Michael Douglas)

#### Téléfilms
- 1970 : La Fraternité ou la Mort : Phillip Dunning (Robert Pine)
- 1975 : The Kansas City Massacre : Sam Cowley (John Karlen)
- 1983 : La Pourpre et le Noir : le capitaine Hirsch (Kenneth Colley)
- 1997 : Secrets de famille : Jack Winters (Craig Wasson)

#### Séries animées
- 1959-1964 : Les Aventures de Tintin, d'après Hergé : Tintin.

## Discographie
- 1954 : Le Petit Prince d'Antoine de Saint-Exupéry, avec Gérard Philipe : Le Petit Prince (voix) - Prix du Disque 1954 de l'Académie Charles-Cros.